# 1102-es busz
Az 1102-es jelzésű autóbusz egy országos járat volt, Budapest és Szeged között közlekedett. Útvonalának hossza 177,9 km menetidő 3 óra 30 perc (210 perc) volt. A járat a többi Szegedre, vagy azon át közlekedő járattal ellentétben nem a Népliget autóbusz-pályaudvarról indult hanem a Keleti pályaudvartól, és szegedi végállomása sem a Mars téri buszpályaudvaron, hanem a sportcsarnoknál volt. Naponta egyszer közlekedett, hajnalban Budapest felé, és késő este pedig vissza Szegedre.

## Története
2016. január 18-ától meghosszabbított útvonalon járt, a Népliget autóbusz-pályaudvar helyett a Keleti pályaudvarig.
2016. szeptember 1-jétől a Volánbusz nem közlekedteti.

## Megállóhelyei
| 0   | Budapest, Keleti pályaudvar végállomás | 190 | 24 73, 76, 78, 79, 80, 80A 5, 7, 7E, 8E, 20E, 30, 30A, 108E, 110, 112, 133E, 178, 230 S60 , G60 , Z60 , S80 , IC, EC, EN, sebesvonat, gyorsvonat, |
| 10  | Budapest, Népliget autóbusz-pályaudvar | 175 | 1 254E 607, 608, 626, 628, 629, 630, 631, 632, 633, 635, 636, 654, 655, 660, 661, 705 600, 1080, 1081, 1082, 1085, 1087, 1088, 1090, 1092, 1093, 1094, 1100, 1101, 1110, 1111, 1113, 1120, 1121, 1125, 1131, 1134, 1136, 1173, 1174, 1175, 1176, 1177, 1183, 1184, 1185, 1188, 1190, 1191, 1193, 1194, 1199, 1201, 1202, 1203, 1204, 1205, 1206, 1212, 1229, 1241, 1242, 1243, 1251, 1253, 1269, 1520 |
| ∫   | Budapest, Liszt Ferenc Airport 2       | 155 | 200E |
| 82  | Kecskemét, Széchenyiváros              | 98  | |
| 85  | Kecskemét, autóbusz-állomás            | 90  | 1, 2D, 7, 7C, 12D, 15, 18, 19, 21, 22, 23, 23A, 25, 32, 52 600, 1080, 1081, 1082, 1085, 1087, 1088, 1090, 1092, 1093, 1094, 1100, 1520 |
| ∫   | Kiskunfélegyháza, Petőfi lakótelep     | 62  | 600, 1090, 1092, 1093, 1094, 1100 |
| ∫   | Kiskunfélegyháza, autóbusz-állomás     | 60  | 600, 1090, 1092, 1093, 1094, 1100 |
| 147 | Szeged, Gumigyár                       | 17  | 71, 72, 79H, 90H 600, 1100 |
| 152 | Szeged, Rókus vasútállomás bejárati út | 13  | 1 7F, 64, 67, 67Y, 71, 72, 75, 78, 78A, 79H, 90H Helyközi és távolsági autóbuszok Szeged–Békéscsaba |
| 155 | Szeged, autóbusz-állomás               | 5   | 5, 7, 7A, 9, 19 7F, 21, 60, 60Y, 64, 67, 67Y, 70, 71, 71A, 72, 72A, 73, 73Y, 74, 75, 76, 77, 77A, 78, 78A, 79H 600, 1100 |
| 157 | Szeged, Cipőgyár                       | 3   | |
| 159 | Szeged, Szent-Györgyi Albert utca      | 1   | 71, 71A, 84, 90 |
| 160 | Szeged, Sportcsarnok végállomás        | 0   | 60, 60Y, 67, 67Y, 72, 72A, 84, 90 5015, 5016, 5024, 5025 |